# Li Cunšin
Li Cunxin, kitajski baletni plesalec, * 26. januar 1961, Čingdao, Laošan, Ljudska republika Kitajska.

## Življenje
Li Cunšin je odraščal na kitajskem podeželju skupaj s še šestimi brati v silni revščini komunističnega obdobja. Pri devetih letih je pričel obiskovati osnovno šolo. Leta 1972 je bil naključno izbran za študenta Pekinške plesne akademije, ki je delovala pod okriljem Mao Cetungove soproge, in je bila ustanovljena po kulturni revoluciji. Tam se je sploh prvič srečal z baletom in s plesom. Po dolgotrajnem zahtevnem študiju je bil poleti leta 1979 izbran, da lahko obiskuje baletne ure priznanega koreografa Bena Stevensona v ZDA. Prvič se je srečal z zahodno kulturo, ki jo je komunistična oblast prikazovala negativno. Po vrnitvi na Kitajsko je novembra istega leta ponovno odšel v ZDA, tokrat na enoletno izpopolnjevanje. V ZDA se je poročil, zato se ni želel več vrniti na Kitajsko. Zato so ga kitajske oblasti pridržale v kitajskem konzulatu v Houstonu. Po dolgih pogajanjih je 29. aprila 1981 skupaj z ženo in odvetnikom zapustil konzulat. Od tedaj je živel v ZDA, kjer je na novo zaživel in deloval. Od prve žene se je ločil, kasneje se je poročil z avstralsko plesalko Mary McKendry in sprejel krščansko vero. Preselila sta se v Avstralijo, rodili so se jima trije otroci. Leta 1988 je prvič smel obiskati rodno Kitajsko.
Plesal je po najpomembnejših baletnih odrih po ZDA, Rusiji, Evropi in Avstraliji. Preplesal je ves klasični baletni repertoar. Zadnjič je plesal v vlogi Basila v Minkusovem baletu Don Kihot v Sydneyju leta 1999, ko je bil star osemintrideset let.
Svojo življenjsko zgodbo je popisal v avtobiografskem romanu Zadnji Maov plesalec.